# Eurytaphria chlorochroa
Eurytaphria chlorochroa är en fjärilsart som beskrevs av Edward Meyrick 1897. Eurytaphria chlorochroa ingår i släktet Eurytaphria och familjen mätare. Inga underarter finns listade i Catalogue of Life.